# El Correo
El Correo är en ort i Mexiko.   Den ligger i kommunen Morelia och delstaten Michoacán de Ocampo, i den södra delen av landet, 240 km väster om huvudstaden Mexico City. El Correo ligger 2 272 meter över havet och antalet invånare är 691.
Terrängen runt El Correo är kuperad. Runt El Correo är det tätbefolkat, med 493 invånare per kvadratkilometer. Närmaste större samhälle är Morelia, 18,9 km öster om El Correo. I omgivningarna runt El Correo växer huvudsakligen savannskog.